# ベツサイダ

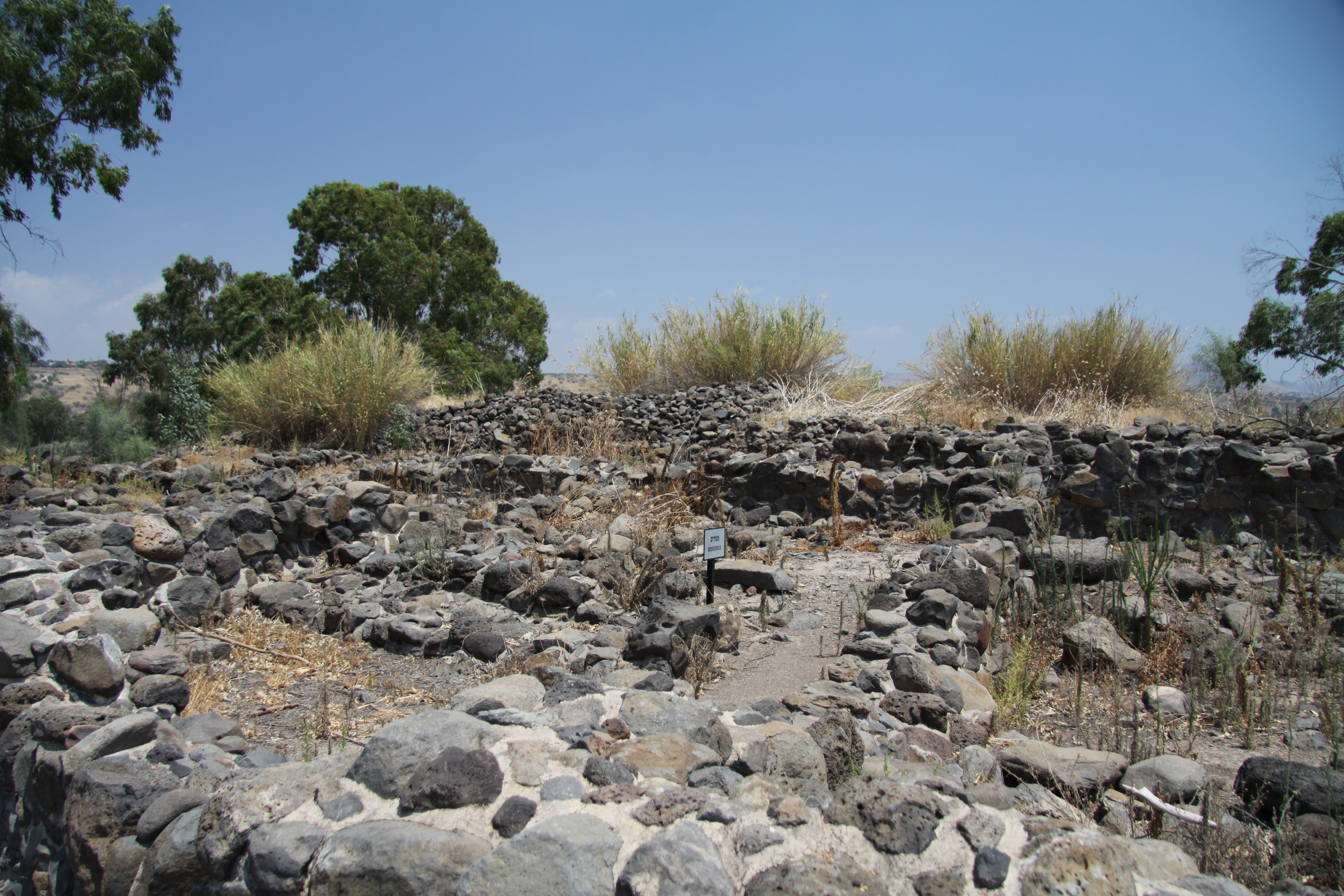
ベツサイダ

ベツサイダ（英語:Bethsaida）は新約聖書に登場する町の名前である。「漁師の家」という意味のアラム語を音訳した地名である。今日のイスラエルの古跡エッ・テルであると言われる。

## 聖書
イエス・キリストの最初の弟子になった漁師アンデレ、ペテロ、ピリポの故郷であるガリラヤの町である。イエスは盲人を癒し、また、町の人々の不信仰に嘆いた。

## 古跡
ヨルダン川がガリラヤ湖（ゲネサレ湖）に流れ込む河口の東岸を北に1.5kmほど入った地点にあるエッ・テルがベツサイダであると言われる。高さ30mほどの小高い丘の上に残骸が残っている。
ヘロデ大王の子ピリポが再興して、皇帝アウグストゥスの娘ユリアにちなんで、ベツサイザ・ユリアスとよばれた町である。